# 怀忠民
怀忠民（1951年—），黑龙江肇东人，汉族，中华人民共和国政治人物、第十一届全国人民代表大会辽宁地区代表。
毕业于中央党校函授学院政治学专业。加入中共，担任大连市人大常委会主任。2008年起担任全国人大代表。